# 菊沢竜佑
菊沢 竜佑（きくさわ りゅうすけ、1988年5月16日 - ）は、秋田県秋田市出身の出身の元プロ野球選手（投手）。右投右打。

## 経歴

### プロ入り前
小学校4年次に野球を始める。
秋田県立秋田高校時代は1年時からベンチ入りを果たすも、2年時に左大腿骨骨折の怪我を負う。3年時の夏の大会は主力投手として活躍、4試合に登板し準々決勝では後にスワローズでチームメイトとなる石山泰稚を擁する金足農業高校を破るも、準決勝で本荘高校に7回コールド負けを喫した。
高校卒業後は立教大学に進学。1年時からベンチ入りし、立教大学野球部が通算800勝を達成した試合での勝ち投手にもなった。3年時の夏に右肘の靱帯再建手術を受けたこともあり、4年間で通算14試合登板・勝ち星は1年生の時の1つだけに終わる。卒業後は野球部の無い山崎製パンに一般社員として入社し、入社2年目からクラブチームの横浜金港クラブに入団して競技に復帰。1年後には会社を退職し、バッティングセンターでアルバイトをしながらプレーを続けた。
2014年には読売ジャイアンツの入団テストを受け合格するも、この年のドラフト会議では指名されなかった。
2015年にはアメリカに渡り、独立リーグ・パシフィック・アソシエーションのソノマ・ストンパーズと契約し1年間プレーした。
2016年に帰国したのち、横浜金港クラブの指導者の縁もあり、福島県に本社を置く相双リテックに入社し、同社の軟式野球部に入部する。軟式野球のボールは硬式のそれよりも球速が出ないとされるが、それでも直球は球速148km/hを記録。10月には東京ヤクルトスワローズがドラフト会議での指名を検討していると、スポーツ報知が報じた。
天皇賜杯全日本軟式野球大会ではエースとして準決勝でノーヒットノーランを達成するなど準優勝に貢献。10月に行われたドラフト会議において、東京ヤクルトが6位で指名。11月14日に契約金1000万円、年俸600万円（推定）で仮契約を結んだ。なお、2021年1月現在、昭和生まれの選手は菊沢以降指名されていない。

### プロ入り後
2017年は9月12日に一軍登録され、同日に明治神宮野球場で行われた中日ドラゴンズ戦で中継ぎとして一軍初登板。2回3安打2失点の内容だった。この試合を含め、2017年は一軍戦2試合に登板した。シーズン終了後はみやざきフェニックス・リーグに参加したが、ここで右肘を痛めてしまう。11月24日に20万円増の年俸620万円（推定）で契約を更新した。
2018年、春季キャンプは右肘を痛めた影響もあり二軍スタートとなる。シーズン開幕後も一軍での出場機会は得られず、10月2日に戦力外通告を受け、現役引退を表明した。

### 現役引退後
退団から1年後の2019年11月に行われた12球団合同トライアウトに参加。西岡剛、八百板卓丸、近藤弘基と対戦していずれも打ち取ったが、NPB復帰とはならなかった。

## 人物
兄・菊沢翔平はバスケットボール選手で、強豪校として知られる秋田県立能代工業高等学校出身。実業団の曙ブレーキ工業に所属している。菊沢自身もバスケットボール観戦を趣味とし、能代工高出身の田臥勇太の著書のタイトル『Never Too Late』（今からでも遅くはない）を座右の銘とする。

## 詳細情報

### 年度別投手成績
| 年 度    | 球 団    | 登 板 | 先 発 | 完 投 | 完 封 | 無 四 球 | 勝 利 | 敗 戦 | セ 丨 ブ | ホ 丨 ル ド | 勝 率 | 打 者 | 投 球 回 | 被 安 打 | 被 本 塁 打 | 与 四 球 | 敬 遠 | 与 死 球 | 奪 三 振 | 暴 投 | ボ 丨 ク | 失 点 | 自 責 点 | 防 御 率 | W H I P |
| -------- | -------- | ----- | ----- | ----- | ----- | -------- | ----- | ----- | -------- | ----------- | ----- | ----- | -------- | -------- | ----------- | -------- | ----- | -------- | -------- | ----- | -------- | ----- | -------- | -------- | ------- |
| 2017     | ヤクルト | 2     | 0     | 0     | 0     | 0        | 0     | 0     | 0        | 0           | ----  | 16    | 3.0      | 5        | 1           | 2        | 0     | 0        | 3        | 0     | 0        | 2     | 2        | 6.00     | 2.33    |
| NPB：1年 | NPB：1年 | 2     | 0     | 0     | 0     | 0        | 0     | 0     | 0        | 0           | ----  | 16    | 3.0      | 5        | 1           | 2        | 0     | 0        | 3        | 0     | 0        | 2     | 2        | 6.00     | 2.33    |

### 記録
NPB初記録
- 初登板：2017年9月12日、対中日ドラゴンズ20回戦（明治神宮野球場）、6回表に3番手で救援登板、2回2失点
- 初奪三振：同上、6回表に京田陽太から見逃し三振

### 背番号
- 35 （2017年 - 2018年）